# رجی آبراهام
رجی آبراهام (انگلیسی: Reji Abraham) کارآفرین، بازرگان و مدیر ارشد اجرایی هندی است، که در حال حاضر به‌عنوان مدیر عامل اجرایی شرکت آبان آفشور فعالیت می‌کند.